# Jean Graczyk
Jean Graczyk (Neuvy-sur-Barangeon, 26 de maig de 1933 - Vierzon, 27 de juny de 2004) va ser un ciclista francès que fou professional de 1957 a 1970. Era especialista en proves de persecució i a l'esprint. Al llarg de la seva carrera professional aconseguí més de 60 victòries, entre les quals destaquen cinc etapes al Tour de França i cinc més a la Volta a Espanya, a banda de la classificació per punts al Tour de França de 1958 i 1960.
Anteriorment, com a amateur havia pres part als Jocs Olímpics de Melbourne de 1956 en què va aconseguir la medalla de plata en la prova de persecució per equips. Aquest mateix any també fou campió de França individual i per equips en categoria amateur.
Fill de pares polonesos, va adquirir la nacionalitat francesa el 23 de juny de 1949.

## Palmarès
- 1957
  - 1r del Circuit de les 6 Províncies del Sud-est i vencedor de 3 etapes. 1r de la classificació de punts
  - 1r a Vailly-sur-Sauldre
  - 1r a Saint-Nazaire
  - 1r a Pont de Croix
  - 1r a Commentry
  - 1r a Quimper
- 1958
  - 1r del Gran Premi d'Orchies
  - 1r a Pleurtuit
  - 1r a Cluny
  -  1r de la classificació per punts al Tour de França
  - Vencedor d'una etapa de i la classificació per punts del Critèrium del Dauphiné Libéré
  - Vencedor d'una etapa a la Volta a Espanya
- 1959
  - 1r a la París-Niça
  - 1r del Trofeu Longines de CRE
  - 1r a Antibes
  - 1r a Hyères
  - 1r a Saint-Dènis l'Hôtel
  - 1r a Aix-en-Provença
  - Vencedor d'una etapa al Tour de França
- 1960
  - Campió del Super Prestige Pernod International
  - 1r del Critèrium Nacional
  - 1r al Gran Premi de Mònaco
  - 1r a Saint-Claud
  - 1r a Brignolles
  - 1r a Saint-Hilaire du Harcouët
  - Vencedor de 4 etapes al Tour de França i de la classificació per punts
  - Vencedor d'una etapa al Giro de Sardenya
  - Vencedor d'una etapa a la París-Niça
  - Vencedor d'una etapa al Critèrium del Dauphiné Libéré
- 1961
  - 1r al Gran Premio Ciclomotoristico i vencedor d'una etapa
  - 1r de la Challenge Laurens
  - 1r a Vailly-sur-Sauldre
  - 1r a Fréjus
  - 1r a Neuvic
  - 1r a Saint-Just sur Loire
  - 1r a La Charité sur Loire
  - 1r a Sanvignes
  - Vencedor d'una etapa al Critèrium del Dauphiné Libéré
- 1962
  - 1r a Hénon
  - 1r a Lubersac
  - 1r a Soings-en-Sologne
  - 1r del Circuit de l'Armel a Saint-Brieuc
  - 1r del Gran Premi de Vercors a Villard-de-Lans
  - 1r del Souvenir de Vercors a Lubersac
  - Vencedor de 4 etapes a la Volta a Espanya
  - Vencedor d'una etapa a la París-Niça
- 1963
  - 1r al Gran Premi de Mònaco
  - 1r a Vailly-sur-Sauldre
  - 1r a Royan
  - 1r a Montélimar
  - 1r a Soings-en-Sologne
  - Vencedor de 4 etapes a la Volta a Catalunya
  - Vencedor d'una etapa al Tour del Sud-est
- 1964
  - 1r a Montélimar
  - 1r a Gap
- 1965
  - 1r a Sin-le-Nobles
  - 1r a Belvès
  - 1r a Maurs
  - 1r a Montélimar
  - 1r a Vailly-sur-Sauldre
  - 1r a Blois
- 1969
  - 1r a Quesnoy

### Resultats al Tour de França
- 1957. Abandona (6a etapa)
- 1958. 14è de la classificació general. 1r de la Classificació de la Regularitat
- 1959. 35è de la classificació general. Vencedor d'una etapa
- 1960. 13è de la classificació general. Vencedor de 4 etapes.  1r de la classificació per punts
- 1962. 38è de la classificació general
- 1963. 72è de la classificació general
- 1964. 76è de la classificació general

### Resultats a la Volta a Espanya
- 1958. 29è de la classificació general. Vencedor d'una etapa
- 1962. 25è de la classificació general. Vencedor de 4 etapes
- 1967. 71è de la classificació general
- 1968. Abandona (12a etapa)

### Resultats al Giro d'Itàlia
- 1966. 62è de la classificació general

## Enlloç externs
- Palmarès de Jean Graczyk (francès)
- Jean Graczyk a ProCyclingStats